# Ouedia
Ouedia rufithorax, és una mena d'aranya araneomorfa de la subfamília Erigoninae, dins de la família Linyphiidae . És l'únic membre del gènere monotípic Ouedia.
És un endemisme de Portugal, França, Itàlia, Algèria i Tunísia.
Fou descrit per primera vegada per R. Bosmans i O. Abrous l'any 1992,